# Martti Haavio
Martti Haavio (ur. 22 stycznia 1899 w Temmes w prowincji Oulu, zm. 4 lutego 1973 w Helsinkach) – fiński poeta, wydawca i badacz poezji ludowej.
W 1949 został profesorem etnologii porównawczej na helsińskim uniwersytecie. Początkowo był związany z grupą literacką  Nosiciele Ognia. W swojej twórczości pozostawał pod wpływem T.S. Eliota i R. Kiplinga. Przyczynił się do odnowienia fińskiego języka poetyckiego. Do jego ważniejszych dzieł należą zbiory poezji Jäähyväiset Arkadialle (Pożegnanie z Arkadią, 1945) i Linnustaja (Ptasznik, 1952). W 1967 opublikował Mitologię fińską (wyd. pol. 1979).